# Keomah Village
Keomah Village è un comune degli Stati Uniti d'America, situato nello Stato dell'Iowa, nella contea di Mahaska.